# Demarziella imitatrix
Demarziella imitatrix är en skalbaggsart som beskrevs av Vladimir Balthasar 1967. Demarziella imitatrix ingår i släktet Demarziella och familjen bladhorningar. Inga underarter finns listade i Catalogue of Life.